# هجوم وستمنستر 2017
هجوم وستمنستر 2017 هجوم إرهابي مشتبه به وقع بتاريخ 22 مارس 2017 على جسر وستمنستر، في ساحة البرلمان بالقرب من قصر وستمنستر بوسط لندن. كان المهاجم يقود مركبة دفع رباعي دهست مجموعة من المارة على جسر وستمنستر وحشداً من الناس بالقرب من بوابات القصر. ثم قام المهاجم بطعن ضابط شرطة. بعدها أطلق رجال الشرطة النار على المهاجم. وقد تم تأكيد وفاة أربعة أشخاص من بينهم اثنين من المارة على الجسر وضابط الشرطة الذي تم طعنه، والمهاجم نفسه. تبنى تنظيم الدولة الإسلامية (داعش) الهجوم.

## الهجوم

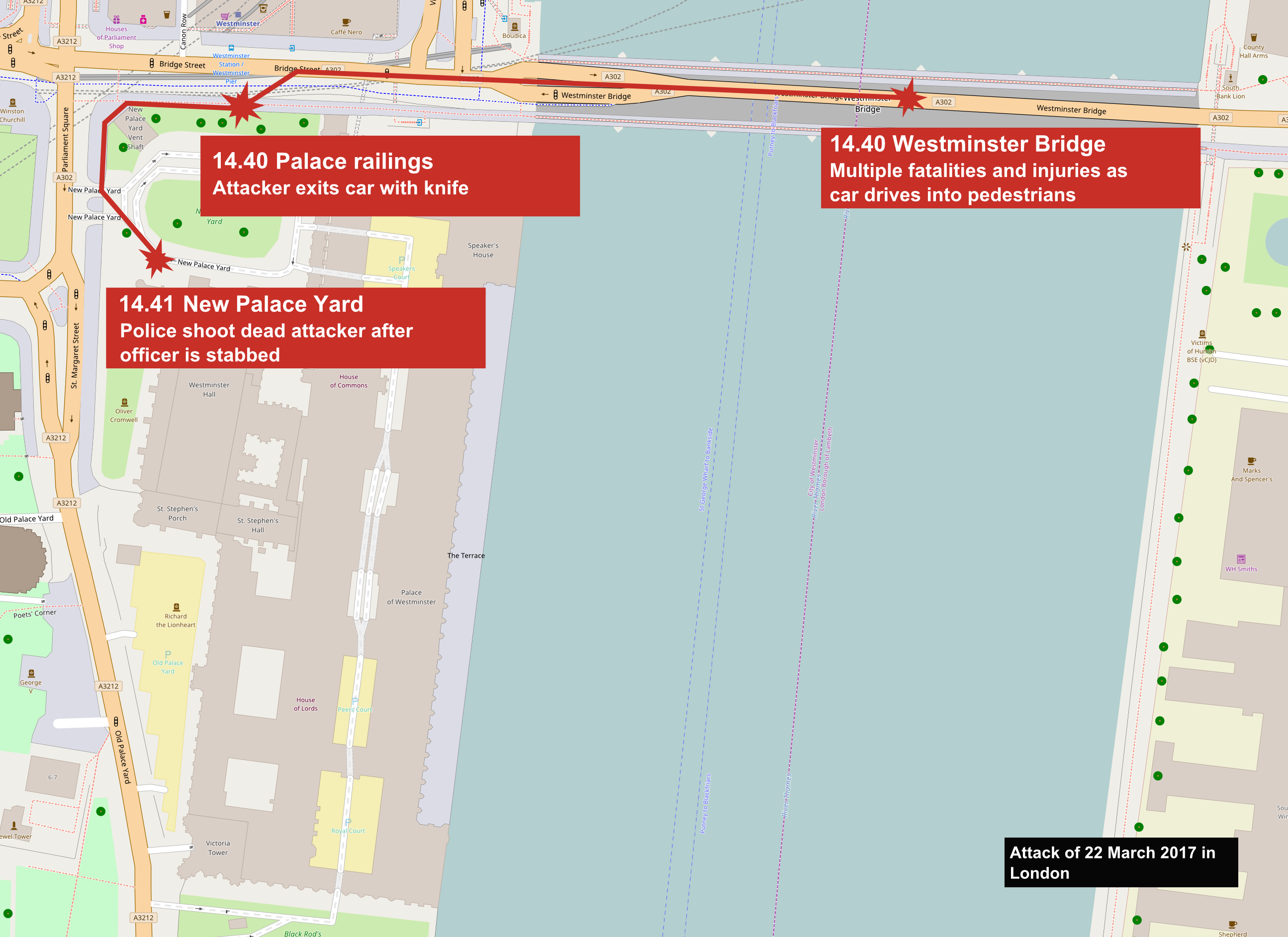
خريطة توضح مراحل تنفيذ الهجوم.

بتاريخ 22 مارس 2017 وفي حوالي الساعة 14:40 بتوقيت غرينيتش قامت مركبة من نوع هيونداي توسان رمادية بدهس حوالي 10 أشخاص على جسر ويستمنستر، قبل أن تصطدم بالسور. بعد ذلك، شوهد رجل يرتدي ملابس سوداء يطعن ضابط شرطة بسكين في ساحة القصر القديم. وبعد أن تم تحذير المهاجم، أطلق شرطيان من الشرطة المدنية النار عليه أربع مرات.

## الضحايا
| الجنسية             | الوفيات | الإصابات |
| ------------------- | ------- | -------- |
| المملكة المتحدة     | 3*      | 12       |
| الولايات المتحدة    | 1       | 1        |
| أستراليا            | 0       | 1        |
| الصين               | 0       | 1        |
| فرنسا               | 0       | 3        |
| اليونان             | 0       | 2        |
| إيطاليا             | 0       | 2        |
| أيرلندا             | 0       | 1        |
| بولندا              | 0       | 1        |
| البرتغال            | 0       | 1        |
| رومانيا             | 0       | 2        |
| كوريا الجنوبية      | 0       | 5        |
| لم يتم تأكيدها      | 1       | 8        |
| المجموع             | 5*      | ~40      |
| *تشمل مرتكب الجريمة |         |          |

توفي أربعة أشخاص نتيجة الحادث، بمن فيهم الجاني. وأعلن طبيب في مستشفى سانت توماس عن موت امرأة واحدة في الحادث. وقد توفي ضابط الشرطة الذي تم طعنه متأثراً بجروحه. وتم إنقاذ امرأة أخرى، أصيبت بجروح خطيرة، من نهر التايمز. ويعتقد أنها قد سقطت من الجسر أو قفزت للهرب من المهاجم. وتعرض بعض الأشخاص لإصابات «كارثية». وأكد رئيس الوزراء الفرنسي برنار كازنوف أن مجموعة من الطلاب الفرنسيين من كونكارنيو من بين المصابين. وقيل إنّ الطلبة تتراوح اعمارهم بين 15 و16 عاماً.

## ردود الفعل

### المحلية
قالت الملكة إليزابيث الثانية في بيان لها «تعازي وصلواتي وتعاطفي الكامل مع المتضررين من العنف المروع كلهم».

### الدولية
- السعودية: جدد الملك سلمان بن عبد العزيز آل سعود التأكيد على موقف المملكة العربية السعودية الثابت في رفض مثل هذه الأعمال الإرهابية بأشكالها وصورها كافة، وأكد على أهمية الجهود الدولية لمواجهتها والقضاء عليها.[20]
- قطر: أعرب الأمير تميم بن حمد آل ثاني عن استنكاره الشديد لهذا العمل الإجرامي، مؤكداً تضامن دولة قطر مع المملكة المتحدة الصديقة في مواجهة التطرّف والإرهاب.[21]
- العراق: قال المتحدث باسم الوزارة أحمد جمال في بيان للوزارة أن «الخارجية تؤكد تضامن العراق الكامل مع المملكة المتحدة ووقوفه معها بوجه كل عمل ارهابي يستهدف أمنها واستقرارها».[22]
- الكويت: أكد مصدر مسؤول كويتي وقوف الكويت مع المملكة المتحدة وتأييدها في كافة ما تتخذه من إجراءات للحفاظ على امنها واستقرارها، مشدداً على موقف الكويت الثابت والمبدئي الرافض للإرهاب بأشكاله وصوره كافة مهما اختلفت دوافعه.[23]
- الإمارات العربية المتحدة: أكدت وزارة الخارجية والتعاون الدولي في بيان لها وقوف دولة الإمارات إلى جانب حكومة المملكة المتحدة الصديقة وشعبها في مواجهة ظاهرة الإرهاب ورفضها وإدانتها لأي مبررات لهذه الأعمال الإجرامية.[24]
- تركيا: بعث الرئيس التركي رجب طيب أردوغان برقية إلى رئيسة وزراء بريطانيا قائلاً فيها: «أود أن أؤكد أن تركيا تشاطر المملكة المتحدة آلامها وتشعر بعمق أوجاعها. وتتضامن تركيا دوماً مع حليفتها وصديقتها بريطانيا في محاربة الإرهاب الذي يُشكل أحد أخطر التهديدات للأمن والسلام العالمي».[25]
- اليابان: أدان رئيس الوزراء الياباني شينزو آبي الهجوم الذي وقع قرب مجلس العموم البريطاني (البرلمان) ووصفه بالإرهابي، مؤكداً على دعم اليابان القوي للشعب البريطاني ورئيسة الوزراء تيريزا ماي.[26]
- عُمان: أكدت السلطنة في بيان صادر عن وزارة الخارجية وقوفها وتضامنها الثابت مع المملكة المتحدة بريطانيا العظمى وأيرلندا الشمالية الصديقة في اتخاذ الإجراءات الممكنة كافة لحماية أمنها الوطني واتخاذ التدابير اللازمة لمنع تكرار مثل هذه الهجمات الإجرامية المدانة بحق المدنيين الأبرياء.[27]
- مصر: أدان الرئيس عبد الفتاح السيسي العمليات الإرهابية التي شهدتها بريطانيا قائلاً: «نحن كحماة للحق ندين بأشد العبارات كل عمل إرهابي خسيس وجبان».[28]
- المغرب: بعث الملك محمد السادس ببرقية تعزية ومواساة إلى تيريزا ماي رئيسة وزراء المملكة المتحدة على إثر الاعتداء الإرهابي الشنيع الذي استهدف مقر البرلمان البريطاني وخلّف عدداً من الضحايا.[29]
- الأردن: أعرب الملك عبد الله الثاني، في برقية بعث بها إلى رئيسة الوزراء البريطانية تيريزا ماي، عن استنكاره الشديد لهذا الهجوم، مؤكداً وقوف الأردن وتضامنه مع المملكة المتحدة.[30]
- إيران: قال المتحدث باسم الخارجية الإيرانية بهرام قاسمي في تصريح صحفي اليوم: «الإرهاب اليوم لا يعرف جغرافيا ولا يعرف أي حدود، ومن أجل القضاء على جذور هذه الظاهرة يجب قطع شريان إرسال الأسلحة إلى الإرهابيين».[31]
- الهند: كتب الرئيس الهندي براناب موخرجي تغريدة على موقع تويتر - وفق ما أوردته وكالة أنباء اندو ايشيان نيوز سيرفيس الهندية- قال فيها: «صُدمت عندما سمعت عن الهجوم الإرهابي في لندن، خالص التعازي لأسر الضحايا وتمنياتي بالشفاء العاجل للمصابين».[32]
- الصين: أدان الرئيس الصيني شى جين بينج الهجوم، وقدم تعازيه للملكة إليزابيث الثانية، ووجه تحياته لأسر القتلى والجرحى.[33]
- كندا: أدان رئيس الحكومة الكندية جوستان ترودو الهجوم الذي وقع في محيط البرلمان في لندن، معتبراً أن الهجوم على مقرّ البرلمان عمل جبان.[34]
- الولايات المتحدة: أكد الرئيس الأمريكي دونالد ترامب على أن «الولايات المتحدة تدين الهجوم الإرهابي في لندن بأشد العبارات».[35]

### منظمات
- مجلس التعاون الخليجي: نوه الأمين العام لمجلس التعاون الخليجي بقدرة الأجهزة الأمنية بالمملكة المتحدة على كشف ملابسات هذا العمل الإجرامي الجبان، مؤكداً تضامن دول مجلس التعاون ومساندتها للمملكة المتحدة الصديقة في كل ما تتخذه من إجراءات أمنية للحفاظ على أمنها وسلامة مواطنيها والمقيمين فيها.[36]